# 대체집행
대체집행(代替執行)이란 채권자가 법원에 소송을 제기, 허가 결정을 받아서 채무자로부터 비용을 추심하여 이 비용으로 채권자 또는 제3자로 하여금 채무자에 갈음하여 채권의 내용을 실현케 하는 방법(민법 389조)을 말한다.
건물을 철거해서 토지를 명도한다든가 사과광고를 내지 않으면 안 되는데 채무자가 임의이행을 하지 않을 경우는 이 방법에 의하나 좀 더 계통적으로 설명하면 우선 채무의 성질이 직접채무를 허용하지 않을 경우, 즉 하는 채무에 대하여 쓰이게 된다. 다음에 하는 채무 가운데서도 타인이 대신하여 이행할 수 있는 대체적 급부의 경우가 아니면 아니된다. 또한 작위, 즉 집을 부수는 것과 같이 적극적인 행위를 하는 경우가 여기에서 말하는 대체집행의 문제가 된다. 더욱 대체집행이 가능한 경우는 동시에 간접강제도 가능하겠지만 전자가 가능한 경우에는 후자는 적용할 수 없다고 해석되고 있다. 대체집행의 절차는 민사소송법(692조, 694조)에 규정이 있다.

## 같이 보기
- 민사집행법